# Головкина, Екатерина Ивановна
Графиня Екатери́на Ива́новна Голо́вкина, урожденная княжна Ромодановская (22 ноября (3 декабря) 1702 — 20 (31) мая 1791) — последняя представительница рода Ромодановских, двоюродная сестра императрицы Анны Иоанновны, статс-дама.

## Биография
Дочь Ивана Фёдоровича Ромодановского (сына князя-кесаря) и Анастасии Фёдоровны Салтыковой (сестры царицы Прасковьи) родилась в Москве 22 ноября (3 декабря) 1702 года.
В 1722 году, 8 апреля, была выдана замуж за Михаила Гавриловича Головкина, старшего сына петровского канцлера. В 1730 году, перед самой коронацией императрицы Анны, была пожалована в статс-дамы, и носила её портрет.
После ноябрьского переворота, приведшего к власти Елизавету Петровну, Головкин как лицо, особо приближённое к свергнутой Анне Леопольдовне, был осуждён «за измену» на смерть. Смертная казнь была заменена конфискацией имущества и вечной ссылкой в Сибирь в село Германг.
Екатерина Ивановна признана непричастной к преступлениям мужа, ей сохранялось звание статс-дамы и право жить, где она пожелает. На это Головкина отвечала: «Я любила своего мужа в счастье, люблю его и в несчастье и одной милости прошу, чтобы с ним быть неразлучно». У неё также были изъяты богатейшие поместья, включавшие среди прочего торговое село Кимры и усадьбу Константиновское.
Два года супруги и сопровождающие их солдаты добирались до места ссылки. Михаил Гаврилович и Екатерина Ивановна прожили в Сибири 14 лет. После смерти мужа в 1754 году Головкина ещё год находилась в ссылке. Ей было позволено вернуться в Москву, куда она перевезла и прах мужа.
Ф. Г. Головкин утверждает, что забытую графиню два года искали по всей Сибири, прежде чем вернуть в «первопрестольную», где она заняла родовые палаты Ромодановских. Видя её бедность, Екатерина II пожаловала статс-даме пенсию в 4000 рублей и сверх того 4000 душ крестьян.
Ослепнув «от пролитых в ссылке слёз», Екатерина Ивановна переселилась в Георгиевский монастырь, занималась благотворительностью. «Они жила с величавой простотой древних бояр и принимала во всякое время всех, кто желал её видеть; и все шли к ней, как на поклонение национальной святыне», — свидетельствует Фёдор Головкин. В то же время отец Павла Карабанова вспоминал, что старуха внушала отвращение тем, что у неё изо рта текли слюни, а нос она себе набивала табаком.
Умерла на 89-м году жизни 20 (31) мая 1791 года. Была похоронена по одним сведениям в Георгиевском, по другим — в Спасо-Андрониковском монастыре.